# نازارينو بازان
نازارينو بازان (بالإسبانية: Nazareno Bazán) هو لاعب كرة قدم أرجنتيني في مركز الهجوم، ولد في 8 مارس 1999 في بوينس آيرس في الأرجنتين. لعب مع فيليز سارسفيلد.

## وصلات خارجية
- نازارينو بازان على موقع قاعدة بيانات كرة القدم.إي يو (الإنجليزية)
- نازارينو بازان على موقع Soccerway.com (الإنجليزية)